# Sinzheim
Sinzheim è un comune tedesco di 11 152 abitanti, situato nel land del Baden-Württemberg.